# Brygada Lotnictwa Marynarki Wojennej
Brygada Lotnictwa Marynarki Wojennej (česky Letecká brigáda válečného námořnictva) je letecká složka Polského námořnictva. Její velitelství sídlí na základně v Gdyni.

## Přehled letecké techniky
Tabulka obsahuje přehled letecké techniky Polského námořnictva v roce 2018 podle Flightglobal.com.
| Název                          | Původ             | Určení                                     | Verze                        | Ve službě         | Poznámky |                   |
| Speciální letouny              | Speciální letouny | Speciální letouny                          | Speciální letouny            | Speciální letouny | Speciální letouny | Speciální letouny |
| ------------------------------ | ----------------- | ------------------------------------------ | ---------------------------- | ----------------- | --- | ----------------- |
| Antonov An-28                  | Polsko            | lehký námořní hlídkový/průzkumný letoun    | PZL M-28 Bryza-1E/1R/1RM bis | 9                 | Dva stroje verze PZL M-28B Bryza-1E slouží k monitorování ekologického stavu Baltu.                                                                                |                   |
| Dopravní a transportní letouny |                   |                                            |                              |                   | |                   |
| Antonov An-28                  | Polsko            | lehký transportní/užitkový letoun          | PZL M-28 Bryza-1TD           | 5                 | |                   |
| Vrtulníky                      |                   |                                            |                              |                   | |                   |
| Kaman SH-2 Seasprite           | Spojené státy     | protiponorkový vrtulník                    | Kaman SH-2G Super Seasprite  | 4                 | Stroje byly získány společně s raketovými fregatami ORP Generał Tadeusz Kościuszko a Generał Kazimierz Pułaski třídy Oliver Hazard Perry, z jejichž palub operují. |                   |
| Mil Mi-2                       | Polsko            | lehký užitkový vrtulník/pátrání a záchrana | Mi-2RM                       | 3                 | |                   |
| Mil Mi-8/Mi-17                 | Sovětský svaz     | transportní vrtulník                       |                              | 2                 | |                   |
| Mil Mi-14                      | Sovětský svaz     | protiponorkový vrtulník/pátrání a záchrana | Mil Mi-14PŁ/PŁR/PS           | 9                 | |                   |
| PZL W-3 Sokół                  | Polsko            | užitkový vrtulník/pátrání a záchrana       | W-3T/W-3RM/W-3 WARM Anakonda | 7                 | |                   |